# Heinrich Weidemann (Filmarchitekt)
Heinrich Friedrich Jakob Weidemann (* 25. Januar 1899 in Schwerin, Deutsches Reich; † 17. Februar 1982 in Berlin) war ein deutscher Filmarchitekt.

## Leben und Wirken
Weidemann hatte eine Ausbildung zum Kunst- und Dekorationsmaler erhalten. 1925 holte ihn Eugen Schüfftan zum Film und ließ ihn an den Spezialeffekten zu Fritz Langs Science-Fiction-Klassiker Metropolis mitarbeiten. Zu Weidemanns Aufgaben gehörten unter anderem die Bedienung einer Trickkamera. Vom 1. Oktober 1926 bis zum 15. Januar 1930 war Weidemann bei der Deutschen Spiegeltechnik GmbH & Co. angestellt, die das Schüfftan’sche Einspiegelungsverfahren kommerziell auswertete. Noch 1926 folgte er Schüfftan für ein Kurzzeit-Engagement nach Hollywood und arbeitete dort mit seinem Mentor am Film Lieb mich und die Welt ist mein (Love Me and the World is Mine). Anschließend folgte er ihm auch nach Paris.
Wieder zurück in Berlin lieferte Heinrich Weidemann von 1929 bis 1932 Spezialaufnahmen unter anderem für die Filme Narkose, Berlin – Alexanderplatz, Der arme Sünder und F.P.1 antwortet nicht. In den 1930er Jahren arbeitete Weidemann als Architekten-Assistent und zweiter Architekt für die Kollegen Fritz Maurischat und Hermann Warm.
1937, nach zwei Arbeiten als einfacher Architekt an der Seite von Robert Herlth (bei Der Herrscher und Der zerbrochene Krug) wurde er erstmals zum Ko-Chefarchitekten bestellt. Bis Kriegsende entwarf Weidemann die Dekorationen für Filme der unterschiedlichsten Produktionsfirmen, ab 1943 regelmäßig für die Bavaria Film in München. Nachdem Weidemann 1949 nach vierjähriger Pause seine Tätigkeit als Szenenbildner bei der DEFA wieder aufgenommen hatte, begann er noch im selben Jahr seine Arbeit für bundesrepublikanische Filmgesellschaften. 
Bis 1957 bildete er ein festes Team mit dem Kollegen Willi A. Herrmann. Beide statteten neben für diese Zeit typischen Melodramen und Schnulzen auch einige Operettenverfilmungen aus. Anschließend kooperierte Weidemann mit diversen anderen Kollegen. In den 1960er Jahren entwarf er auch die Bauten zu internationalen Coproduktionen, darunter das aufwändige und prominent besetzte Historienepos Dschingis Khan. Bei zwei in der Bundesrepublik hergestellten US-amerikanischen Filmen (Eins, zwei, drei, Emil und die Detektive) war er als zweiter Architekt für die Filmbauten vor Ort eingestellt worden. Das Gros seiner späten Arbeiten gestaltete er im Dienste von Artur Brauners CCC-Film.
Im Alter von 70 Jahren zog sich Heinrich Weidemann vom Kinofilm zurück.

## Filmografie
- 1937: Die Austernlilli
- 1938: Der Spieler
- 1938: Fahrendes Volk
- 1939: Robert Koch, der Bekämpfer des Todes
- 1940: Kleider machen Leute
- 1941: Die schwedische Nachtigall
- 1941: Leichte Muse
- 1942: GPU
- 1943<: Der zweite Schuß
- 1943: Reise in die Vergangenheit
- 1943: Glück unterwegs
- 1943: Der Täter ist unter uns
- 1943/47: Spuk im Schloß
- 1944/49: Liebesheirat
- 1944/49: Münchnerinnen
- 1944/49: Philine
- 1944/50: Schuß um Mitternacht
- 1949: Der Biberpelz
- 1949: Die Reise nach Marrakesch
- 1950: Maharadscha wider Willen
- 1950: Skandal in der Botschaft
- 1950: Wenn Männer schwindeln
- 1951: Die Dubarry
- 1951: Unschuld in tausend Nöten
- 1952: Am Brunnen vor dem Tore
- 1952: Du bist die Rose vom Wörthersee
- 1952: Klettermaxe
- 1952: Liebe im Finanzamt
- 1952: Das Land des Lächelns
- 1953: Der keusche Josef
- 1953: Briefträger Müller
- 1954: Die tolle Lola
- 1954: Der treue Husar
- 1954: Der Zigeunerbaron
- 1954: Emil und die Detektive
- 1954: Die schöne Müllerin
- 1954: … und ewig bleibt die Liebe
- 1954: Die sieben Kleider der Katrin
- 1954: Heideschulmeister Uwe Karsten
- 1955: Die Frau des Botschafters
- 1955: Oberwachtmeister Borck
- 1955: Der Pfarrer von Kirchfeld
- 1955: Ihr Leibregiment
- 1956: Mein Bruder Josua
- 1956: Der Fremdenführer von Lissabon
- 1956: Solange noch die Rosen blühn
- 1956: Tausend Melodien
- 1956: Ein Herz schlägt für Erika
- 1957: Der Adler vom Velsatal
- 1957: Die Unschuld vom Lande
- 1957: Kindermädchen für Papa gesucht
- 1957: Alle Wege führen heim
- 1958: Der Czardas-König
- 1958: Stefanie
- 1958: Serenade einer großen Liebe
- 1959: Aus dem Tagebuch eines Frauenarztes
- 1959: Peter schießt den Vogel ab
- 1959: Melodie und Rhythmus
- 1959: Abschied von den Wolken
- 1960: Kein Engel ist so rein
- 1960: Division Brandenburg
- 1960: Marina
- 1960: An heiligen Wassern
- 1961: Und sowas nennt sich Leben
- 1961: Eins, zwei, drei
- 1962: Lieder klingen am Lago Maggiore
- 1963: Emil und die Detektive
- 1964: Freddy und das Lied der Prärie
- 1964: Der Schut
- 1964: Dschingis Khan
- 1965: Spione unter sich
- 1965: Mädchen hinter Gittern
- 1965: Die Hölle von Manitoba
- 1966: Zeugin aus der Hölle
- 1966: Angeklagt nach § 218 (Der Arzt stellt fest…)
- 1967: Symphonie Nr. 3 Es-Dur opus 55 (Eroica) von Ludwig van Beethoven (Fernsehdokumentarfilm)
- 1969: Liebesvögel